# Višňové, Žilina
Višňové este o comună slovacă, aflată în districtul Žilina din regiunea Žilina, pe malul râului Rosinka⁠(d). Localitatea se află la altitudinea de 450 m deasupra n.m., se întinde pe o suprafață de 15,17 km2 și în 2017 număra 2.835 de locuitori.

## Istoric
Localitatea Višňové este atestată documentar din 1393.

## Demografie
| An:                | 1994 | 2004   | 2014   | 2024   |
| ------------------ | ---- | ------ | ------ | ------ |
| Număr de persoane: | 2436 | 2520   | 2750   | 3013   |
| Diferență:         |      | +3,44% | +9,12% | +9,56% |

| An:                | 2023 | 2024   |
| ------------------ | ---- | ------ |
| Număr de persoane: | 3010 | 3013   |
| Diferență:         |      | +0,09% |